# ساندرا فونغ
ساندرا فونغ (بالإنجليزية: Sandra Fong)‏ هي لاعبة رماية أمريكية، ولدت في 15 أبريل 1990 في نيويورك في الولايات المتحدة.

## وصلات خارجية
- ساندرا فونغ على موقع الاتحاد الدولي (الإنجليزية)
- ساندرا فونغ على موقع اللجنة الأولمبية الدولية (الإنجليزية)
- ساندرا فونغ على موقع أوليمبيديا (الإنجليزية)
- ساندرا فونغ على موقع اللجنة الأولمبية والبارالمبية الأمريكية (الإنجليزية)